# Rajko Lotrič
Rajko Lotrič (Jesenice, 20 agosto 1962) è un ex saltatore con gli sci jugoslavo.
In seguito alla dissoluzione della Jugoslavia (1991) assunse la nazionalità slovena.

## Biografia
In Coppa del Mondo esordì l'8 marzo 1980 a Lahti (15°) e ottenne l'unico podio il 27 marzo 1988 a Planica (2°).
In carriera prese parte a un'edizione dei Giochi olimpici invernali, Calgary 1988 (26° nel trampolino normale), e a due dei Campionati mondiali (34° nel trampolino lungo a Oslo 1982 il miglior piazzamento).

## Palmarès

### Coppa del Mondo
- Miglior piazzamento in classifica generale: 20º nel 1988
- 1 podio (individuale):
  - 1 secondo posto